# Râul Bâsca Chiojdului
Râul Bâsca Chiojdului este un curs de apă, afluent al râului Buzău.